# Zespół krętości tętnic
Zespół krętości tętnic (ang. arterial tortuosity syndrome, ATS) – rzadki uwarunkowany genetycznie zespół wad wrodzonych dziedziczony w sposób autosomalny recesywny, spowodowany mutacjami z utratą funkcji w genie SLC2A10 w locus 20q13.1 kodującym transporter glukozy GLUT10. Zespół opisany został po raz pierwszy w 1967 roku.

## Objawy i przebieg
- cechy dysmorficzne twarzy (dolichocefalia, długa rynienka podnosowa, mikrognacja, skośne ustawienie szpar powiekowych, blepharophimosis, hiperteloryzm oczny, dziobiasty nos, podniebienie gotyckie)
- stożek rogówki[4]
- przerost mięśnia komór serca
- krętość i wydłużenie naczyń tętniczych dużego i średniego kalibru, w tym aorty
- tętniaki
- zwężenie zastawki aorty
- zwężenie zastawki tętnicy płucnej
- teleangiektazje skóry policzków
- zwiększone ryzyko zakrzepicy, nadciśnienia tętniczego, udarów niedokrwiennych[5], czasem hipotonia
- klatka piersiowa kurza lub lejkowata
- przepukliny pachwinowe i pępkowe
- przepuklina rozworu przełykowego
- nadmierna wiotkość stawów, przykurcze stawowe
- arachnodaktylia
- wiotkość skóry; skóra miękka, "ciastowata"
- niekiedy opóźnienie umysłowe